# Irmgard Fees

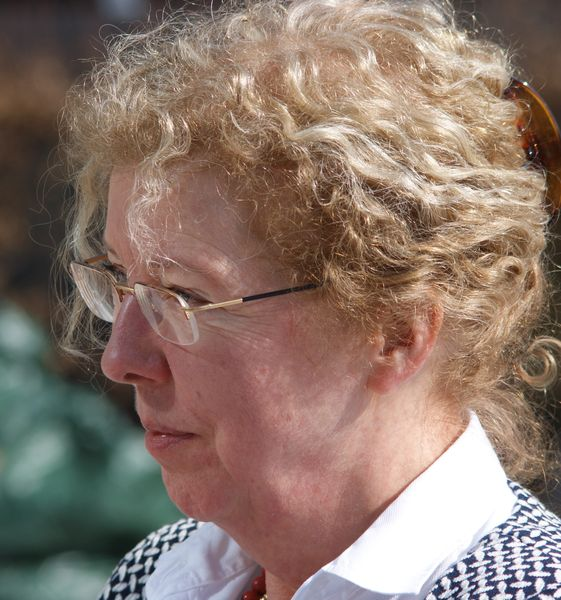
Irmgard Fees im Frühjahr 2016, aufgenommen von Werner Maleczek.

Irmgard Fees (* 26. Juli 1952 in Lemgo) ist eine deutsche Historikerin. Von 2008 bis 2018 war sie Inhaberin der Professur für Historische Grundwissenschaften und Historische Medienkunde an der Universität München. Sie forscht zu Venedig mitsamt der Urkundenüberlieferung im 12. und 13. Jahrhundert, zum Westfrankenreich der Zeit Karls des Kahlen und zum Layout früh- und hochmittelalterlicher Diplome.

## Leben und Wirken
Irmgard Fees studierte Geschichte und Englisch an den Universitäten Marburg und Kingston-upon-Hull. 1977 legte sie das Staatsexamen für das Lehramt an Gymnasien ab. Es folgte von 1979 bis 1981 ein Studienaufenthalt in Venedig am Centro Tedesco di Studi Veneziani. 1986 wurde sie mit einer Arbeit zur Sozial- und Wirtschaftsgeschichte Venedigs im hohen Mittelalter promoviert. Von 1992 bis 2008 bearbeitete Fees im Auftrag der Deutschen Kommission für die Bearbeitung der Regesta Imperii (bei der Akademie der Wissenschaften und der Literatur Mainz) die Regesten des westfränkischen Königs und Kaisers Karl des Kahlen (823 bis 877). Im Jahr 1999 erfolgte an der Universität Marburg ihre Habilitation im Bereich Mittelalterliche Geschichte und Historische Hilfswissenschaften mit dem Titel Eine Stadt lernt schreiben. Venedig vom 10. bis zum 12. Jahrhundert. Fees hatte mehrere Lehrstuhlvertretungen für Historische Hilfswissenschaften in Marburg (von 1999 bis 2000), für Mittelalterliche Geschichte an der Universität Erlangen (von 2000 bis 2001) und für Historische Hilfswissenschaften und Archivwissenschaft an der Universität Leipzig (von 2003 bis 2004). Sie lehrte von 2008 bis 2018 als Professorin für „Historische Grundwissenschaften und Historische Medienkunde“ an der Universität München. Der Lehrstuhl ihres Vorgängers Walter Koch wurde nach seiner Emeritierung herabgestuft. Fees erwarb sich auf der neu eingerichteten W2-Professur Verdienste in der Einwerbung von finanziellen Mitteln für die Digitalisierung der umfangreichen epigraphischen Aufsatzsammlung und den weiteren Ausbau der epigraphischen Forschungssammlung. Fees zählt neben Horst Enzensberger, Thomas Frenz, Walter Koch oder Theo Kölzer zu den wenigen eng hilfswissenschaftlich ausgerichteten Mediävisten.
Ihre Spezialgebiete sind die mittelalterliche Diplomatik, insbesondere die Herrscherurkunden und Papsturkunden des Mittelalters sowie die Privaturkunden Venedigs und Oberitaliens. Außerdem forscht sie schwerpunktmäßig zur Geschichte der Karolingerzeit, der Geschichte Italiens und Venedigs im Hochmittelalter und zur mittelalterlichen Sozial- und Wirtschaftsgeschichte. In ihrer Dissertation verfolgt sie den Aufstieg der Dogenfamilie Ziani, die in der zweiten Hälfte des 12. Jahrhunderts das reichste Geschlecht Venedigs war. Dabei zeigt sie, dass für den Aufstieg der Familie der Handel entscheidend gewesen ist. Im Anhang der Arbeit werden über 400 Regesten zur Geschichte der Familie Ziani vom 11. bis zum 13. Jahrhundert veröffentlicht. Mit Francesco Roberg gab sie den ersten Band der neu begründeten Reihe „digitale Urkundenbilder“ heraus. Der Band enthält sämtliche Originalurkunden des Stadtarchivs Worms bis 1255, darunter 19 Herrscherurkunden von Heinrich IV. bis Wilhelm von Holland. Fees ist Mitglied der Historischen Kommission für Hessen (seit 2006) und der Commission Internationale de Diplomatique (seit 2010). Seit 2019 leitet sie eine der beiden Arbeitsstellen von einem von der DFG und dem FWF geförderten Forschungsprojekt mit dem Titel „Kaiser Sigismund und Bayern“.

## Schriften (Auswahl)
Zwölf zwischen 1998 und 2007 veröffentlichte Aufsätze sind zusammengefasst in: Irmgard Fees: Lebendige Zeichen. Ausgewählte Aufsätze zu Diplomatik, Handel und Schrift im frühen und hohen Mittelalter. Irmgard Fees zum 60. Geburtstag. Eudora-Verlag, Leipzig 2012, ISBN 978-3-938533-42-0.
Monographien
- Reichtum und Macht im mittelalterlichen Venedig. Die Familie Ziani (= Bibliothek des Deutschen Historischen Instituts in Rom. Bd. 68). Niemeyer, Tübingen 1988, ISBN 3-484-82068-3 (Zugleich: Marburg, Universität, Dissertation, 1986).
- Le Monache di S. Zaccaria a Venezia nei secoli XII e XIII, Venedig 1998 (San Zaccaria war das bedeutendste Nonnenkloster Venedigs).
- Eine Stadt lernt schreiben. Venedig vom 10. bis zum 12. Jahrhundert (= Bibliothek des Deutschen Historischen Instituts in Rom. Bd. 103). Niemeyer, Tübingen 2002, ISBN 3-484-82103-5 (Zugleich: Marburg, Universität, Habilitationsschrift, 1999) (Rezension).

Herausgeberschaften
- mit Francesco Roberg: Die ältesten Urkunden aus dem Stadtarchiv Worms. (1074–1255) (= Digitale Urkundenbilder aus dem Marburger Lichtbildarchiv älterer Originalurkunden. Bd. 1). Eudora-Verlag, Leipzig 2006, ISBN 3-938533-04-8.